# Plan idealny (powieść)
Plan idealny (ang. Odds On) to pierwsza powieść Michaela Crichtona, wydana w 1966 roku pod pseudonimem John Lange. Wydawnictwo Hard Case Crime ponownie opublikowało ją pod nazwiskiem Crichton w dniu 19 listopada 2013 r.
Książka opisuje próbę dokonania kradzieży w hotelu na wybrzeżu Costa Brava. Rabunek jest planowany za pomocą programu komputerowego ścieżki krytycznej, ale przeszkadza mu splot nieprzewidzianych zdarzeń.